# I promessi sposi (film 1964)
I promessi sposi è un film del 1964 diretto da Mario Maffei.

## Trama
Siamo nel 1628 nel paesino di Pescarenico, sulle rive del Lago di Como; i due popolani Renzo Tramaglino e Lucia Mondella si amano ma sono perseguitati dalla perfidia del signorotto locale Don Rodrigo, che ha messo gli occhi su Lucia e ha ordinato al curato Don Abbondio di non celebrare le nozze. Dopo un tentativo fallito di sposarsi con uno stratagemma per superare la ritrosia di don Abbondio, Renzo e Lucia vengono aiutati dal padre Cristoforo a fuggire con una barchetta.
Da quel punto le strade di Renzo e Lucia si separano: lui andrà a Milano, in piena rivolta dei contadini contro il loro vicario, mentre Lucia andrà assieme alla madre a Monza, in un convento governato da una sinistra monaca di nome Gertrude, che ha un torbido passato alle spalle.
Come se non bastasse, Don Rodrigo viene a sapere del loro piano e ordina di corrompere la monaca, rivolgendosi quindi a un signorotto, noto per la sua spavalderia e per le sue imprese al limite e oltre le leggi locali del tempo, che Manzoni non nomina di persona ma identifica come "L'Innominato", per far rapire Lucia.
Lucia viene gettata in una buia stanza del castello del nobile, ma la sua fede in Dio commuove profondamente il rapitore, che si converte e il giorno dopo si reca dal Cardinale Federico Borromeo per confessarsi di tutte le brutte azioni commesse.
Lucia viene liberata e affidata alle cure di Don Abbondio e della madre, mentre Renzo, dopo aver preso parte alla rivolta, calmata dall'intervento del cancelliere Ferrer, viene arrestato per essere condotto in prigione ma riesce a fuggire agli sgherri mentre lo portano in prigione e fugge da suo cugino Bortolo, in territorio della Repubblica di Venezia, a Bergamo; intanto comincia a vivere il triste clima della pestilenza che si sta diffondendo lentamente per la città: siamo nel 1629 circa.
Dopo altre avventure e peripezie, Renzo e Lucia si ritroveranno un anno dopo in un lazzaretto dove, tra gli appestati, incontrano Fra Cristoforo, che assiste i malati, e Don Rodrigo, ormai ridotto in fin di vita dal morbo.
Finalmente risanati e liberi da persecutori, i due potranno far ritorno a casa, sposarsi e avere dei figli.